# Torrens Park
Torrens Park è un sobborgo di Adelaide, in Australia Meridionale; esso si trova 6 chilometri a sud del centro cittadino ed è la sede della Città di Mitcham. Al censimento del 2006 contava 2.440 abitanti.